# Apionichthys asphyxiatus
Apionichthys asphyxiatus är en fiskart som först beskrevs av Jordan, 1889.  Apionichthys asphyxiatus ingår i släktet Apionichthys och familjen Achiridae. Inga underarter finns listade i Catalogue of Life.